# Arado Ar 234
L 'Arado Ar 234 Blitz (llamp en alemany) va ser el primer bombarder a reacció operatiu del món. Fou construït per Arado Flugzeugwerke, GmbH i utilitzat per la Luftwaffe durant la Segona Guerra Mundial.
Se'n van fabricar poques unitats i va ser utilitzat pràcticament sempre en tasques de reconeixement, tot i que també va ser utilitzat per a missions de bombardeig, en les quals va demostrar ser pràcticament no interceptable. L'abril del 1945, fou la darrera aeronau de la Luftwaffe que va volar per sobre del Regne Unit durant la guerra.

## Història
L'Ar 234 va ser creat en resposta a un requeriment del Ministeri de l'Aire del Reich fet el 1940, que oferia una licitació per a un avió de reconeixement d'alta velocitat amb propulsió a reacció amb un abast d'almenys 2.150 km. Arado fou l'única empresa que s'hi va presentar, oferint el seu projecte E.370, liderat per l'enginyer Walter Blume.

### Arado E 370
Dissenyat pels enginyers Walter Blume i Hans Rabaski, Arado va emetre un contracte per a 6 aeronaus denominades per la clau de projecte E 370 a l'abril de 1942, amb una altra d'addicional el 14 de desembre de 1942. L'Arado E 370 estava motoritzat amb dos turboreactors Junkers Jumo 004B-0 amb una autonomia de 2.000 km i una velocitat màxima de 780 km/h. Tot i que el disseny estava enllestit abans d'acabar el 1941, el retard en obtenir els motors Jumo va impedir-ne la seva finalització fins al febrer de 1943. El primer prototip va volar el 30 de juliol de 1943. Per tal de reduir-ne el pes i així aconseguir arribar a l'abast mínim del ministeri, es va retirar el tren d'aterratge de les aeronaus, de tal manera que els avions V1 a V8 s'enlairaven sobre un tren de rodes d'un sol ús i després aterraven a sobre d'uns patins retractables.

### Arado Ar 234 B
En aquest període, la Luftwaffe va pensar en utilitzar l'Arado 234 de bombarder i en va ordenar dos prototips, coneguts com Ar 234 B. Per portar a terme el canvi de funcionalitat s'hi van introduir diverses modificacions, essent la més òbvia el canvi del sistema d'aterratge per un tipus tricicle i l'afegit de tres punts externs de subjecció per a bombes. Aquest avió, el V9, va fer el seu primer vol el 12 de març de 1944. A part dels primers 20 Ar 234 B-O de la presèrie, es van fabricar 210 aparells Ar 234 B-1 de reconeixement, amb dipòsits de combustible llançables en lloc de bombes, i Ar 234 B-2, bombarders de reconeixement. El model va entrar en servei el mes de setembre de 1944. A més de les càmeres fotogràfiques, aquests avions podien emprar 2 coets Walter 109-500 per ajudar en l'enlairament i 2 bombes ventrals SC-500 de mitja tona apuntades amb un visor Lofte 7K. Una altra opció consistia a portar una SC-1000 d'1 tona i. els dos tancs auxiliars de 300 litres. També podia portar una bomba anti-formigó PC-1400 sota el fuselatge. Amb aquesta càrrega l'ús de coets per a assistir en l'enlairament era gairebé obligatori.
- Ar 234B-0: vint aparells de pre-producció, la majoria van ser provats a Rechlin
- Ar 234B-1: versió de reconeixement amb dues càmeres Rb 50/30 o Rb 75/30 o una de cada classe.
- Ar 234B-2: versió de bombardeig amb una càrrega màxima de 2.000 kg de bombes en dos suports ETC situats sota els motors.

### Arado Ar 234C
L'AR 234C incorporava una sèrie de millores, com quatre motors BMW 003 A-1, una cabina amb una millor pressurització, rodes més grans, dos canons de 20mm MK-151, que el capacitaven per altres usos, com reconeixement aeri, bombarder, atac a terra, caça nocturn i comandament de formacions. Tot i la seva polivalència, a causa del final de la guerra només es van completar 19 Ar 234C de producció (a més de 13 prototips V19-V31). De l'ordre original de 2.500 es van produir 200 unitats del Ar 234B.
- Ar 234C: versió cuatrimotor propulsada pel motor BMW 003A-1, va volar el setembre de 1944.
- Ar 234C-1: versió cuatrimotor amb cabina pressuritzada, dos canons MG 151/20 de 20mm per tir posterior.
- Ar 234-C2: model equivalent al B-2 però amb quatre motors i la cabina pressuritzada.
- Ar 234C-3: versió polivalent, cabina més alta i de nou disseny; dos canons MG 151/20mm sota el morro; tres suports ETC 504 per a diferents càrregues de bombes, pes buit 5200 kg, en enlairament 11.000kg ; velocitat màxima 855 km/h a 6000m; sostre de servei 11.000m
- Ar 234C-3/N: projecte de caça nocturn biplaça, amb dues metralladores de tir frontal MG 151/20 i dos canons MK 108 de 30 mm; utilitzava un radar FuG 218 Neptun VAr 234C-4: versió de reconeixement monoplaça, proveïda de dos càmeres i quatre canons MG 151 de 20mm
- Ar 234C-5: prototip núm. 28, bombarder biplaça amb els seients del pilot i copilot col·locats costat a costat
- Ar 234C-6: bombarder biplaça
- Ar 234C-7: caça nocturn semblant al Ar 234 C-3/N, amb els seients costat a costat i radar FuG 245 Bremen 0 i motors Heinkel Hirth HeS O11
- Ar 234C-8: projecte d'un bombarder monoplaça amb dos motors Jumo 004D de 1080 kg d'empenta

### Altres variants
- Ar 234D: sèrie de prototips compresos entre els números 31 i 40 inclosos, que s'estaven construint a finals de la guerra impulsats per motors Heinkel Hirth HeS 011A de 1300 kg
- Ar 234P-1: biplaça amb quatre motors BMW 003A-1 i un canó MG 151 de 20mm i un altre MK 108 de 30mm
- Ar 234P-2: biplaça en què es va modificar la cabina, protegint-la amb planxa blindada de 13 mm
- Ar 234P-5: triplaça amb motors HeS 011A, un canó MG 151/20mm i quatre Mk 108/30mm
- Ar 234V-16: ales en fletxa i 2 motors BMW 003 R

## Entra en acció
El seu primer vol operacional va ser el 2 d'agost de 1944 durant la ruptura de front posterior al Desembarcament de Normandia. L'esquadró KG 76 va ser el primer esquadró en rebre l'Ar 234B-2 en la seva versió de bombarder, l'octubre de 1944. Va actuar en el front de les Ardenes i al març de 1945 en l'operació sobre el pont Ludendorff de Remagen.
Al juny de 1944 els prototips V5 i V7 van ser assignats al 1er Staffell a Juvincourt (França), prop de Reims, per a efectuar missions de reconeixement sobre el Nord-oest d'Europa i la Gran Bretanya. A principis de 1945 es va conformar el Sonderkomando Sommer, amb tres Ar 234B-1, a Udine, nord d'Itàlia, des d'aquí efectuaven missions de reconeixement sobre el front italià. Després, es van integrar dues unitats més d'Ar 234B-1, la 1./FAGr 123 i 1./FAGr 33, aquesta última cobrint el nord-est de Alemanya i Dinamarca. A finals de març de 1945 les unitats d'Ar 234 havien cessat operacions.

## L'únic supervivent en l'actualitat
L'únic Ar 234 que hi ha actualment és un Ar 234 B-2 bombarder que porta el número de fàbrica ( Werknummer ) 140.312, i és un dels 9 Ar 234 que es van rendir als britànics a l'aeroport de Sola, Stavanger, Noruega. Aquest avió operava amb la 9a Staffel / Kampfgeschwader 76  (9° esquadró de la 76° Ala de Bombardeig) al final de la guerra, havent operat prèviament amb el 8è esquadró. Aquest aparell i tres més van ser recollits pels famosos  Watson's Whizzers  de les USAF per ser enviats als Estats Units a realitzar vols de prova. L'avió va volar des de Sola a Cherbourg el 24 de juny de 1945, on es va unir a 34 altres "avions alemanys avançats" per ser transportats en el portaavions HMS Reaper.

### Arribada als Estats Units

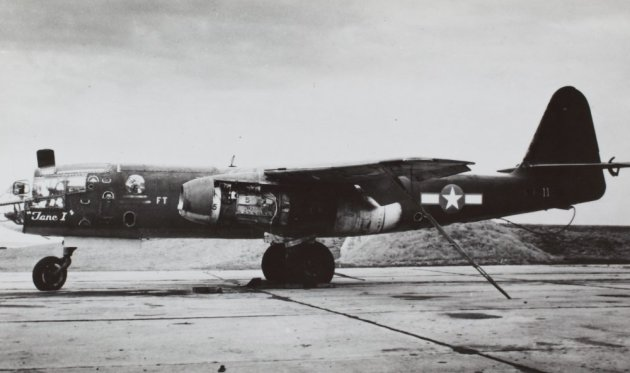
Ar 234 capturat i amb insígnies de la USAAF.

El Reaper va salpar de Cherbourg el 20 de juliol arribant a Newark (Nova Jersey) 8 dies després. Després de l'arribada, 2 Ar 234 van ser reensamblats (incloent-hi el 140.312) sent provats per pilots de l'USAAF a Freeman Field, Indiana. Al 140312 se'l va assignar numeració de material estranger (FE-foreign equipment): FE-1010. La destinació del segon Ar 234 que va volar a Freeman Field és un misteri. Un dels dos romanents va ser reensamblat però no es trobava en condicions de volar així que va ser destruït.

### Comencen les proves
Després de rebre motors nous, ràdio i equipament d'oxigen, el 140312 va ser transferit al Wright Field prop de Dayton, Ohio sent lliurat al Accelerated Service Test Maintenance Squadron (ASTMS) de la Divisió de Vols de Prova en juliol de 1946. Els vols de prova es van completar el 16 octubre de 1946 però l'avió va romandre a Wright Field fins al 1947. D'aquí va ser transferit al Aeroport d'Orchard Place, Park Ridge, Illinois, on va estar fins l'1 de maig de 1949 quan, amb altres avions estacionats allí van ser transferits al Smithsonian Institution.

### Smithsonian Institution
A principis dels anys 50 l'Ar 234 va ser traslladat a la instal·lació restauradora Paul Garber del Smitsonian a Suitland, Maryland per emmagatzemar-lo i restaurar-lo.
L'Smithsonian va començar la restauració del Ar 234 B-2 140.312 el 1984 i va ser completada el febrer de 1989. Tota la pintura va ser treta abans de ser rebut per l'Institut Smithsonian així que va ser pintat amb les marques del 8./KG 76, la primera unitat operacional que va volar el «Blitz».

### Lloc d'exposició
L'avió restaurat primer es va mostrar a l'edifici del Museu principal del Smithsonian a Washington DC el 1993 com a part de l'exposició intitulada  Wonder Weapon? (Wunderwaffen) The Arado Ar 234 . En 2005 va ser el primer avió a ser traslladat al nou Steven F. Udvar-Hazy Center prop de Washington DC Avui el 140312 és mostrat al costat del Dornier Do 335, un avió que l'acompanyà en la seva travessia transatlàntica a bord del Reaper, 60 anys abans.
L'avió portava un parell de coets auxiliars RATO, dissenyats per Hellmuth Walter i muntats sota les ales. Aquestes unitats RATO són les úniques unitats existents.

## Desenvolupament
Diversos desenvolupaments van partir d'aquest interessant avió. Un d'ells va ser el tetramotor, Heinkel He 343

## Especificacions Ar 234B-2

Ar 234B

Dades de La enciclopedia de la aviación
Característiques generals
- Tripulació: 1
- Longitud: 12,64 m.
- Envergadura: 14,11 m.
- Alçada: 4,3 m.
- Pes carregat: 9.850 kg
- Motor: 2× turboreactors BMW 003A-1  , 800 kg. cada un

 Rendiment 
- Velocitat màxima: 742 km/h
- Abast: 1.630 km
- Sostre de servei: 10.000 m.

Armament

2 x canons fixes de tir posterior MG 151 de 20 mm sota el fuselatge
1.500 kg de bombes